# Svartsjön (Gustafs socken, Dalarna)
Svartsjön är en sjö i Säters kommun i Dalarna och ingår i Dalälvens huvudavrinningsområde.